# Vida Privada
Vida Privada (em francês:  Vie privée) é um filme franco-italiano de 1962, do gênero drama, dirigido por Louis Malle e estrelado por Brigitte Bardot e Marcello Mastroianni. 
Em Vida Privada, Bardot estrela um filme cujo roteiro é semi-autobiográfico com relação à sua vida, o preço da fama e o assédio da imprensa na época em que foi filmado.

## Sinopse
Jill (Brigitte Bardot) é uma jovem de dezoito anos que vive uma confortável vida de classe média alta com sua mãe viúva na Suíça e desenvolve uma paixão por Fabio (Marcello Mostroianni), o marido de uma amiga, não correspondida. Ela se muda então para Paris, para trabalhar como modelo e dançarina e é descoberta por um produtor, que a transforma numa grande estrela de cinema.

As pressões e o incômodo da fama, do assédio dos fãs e da imprensa afetam sua vida e sua mente de tal maneira que ela retorna à Suíça para se recuperar e lá tem um caso de amor com o agora divorciado Fabio, mas a pressão da fama continua a persegui-la, o que levará a trágicas complicações em sua vida privada.

Mastroianni e Bardot durante as gravações

## Elenco
- Brigitte Bardot - Jill
- Marcello Mastroianni - Fabio Rinaldi
- Nicolas Bataille - Edmond
- Jaqueline Doyen - Juliette
- Eléonore Hirt - Cécile
- Ursula Kubler - Carla
- Gregor von Rezzori - Gricha
- Dirk Sanders - Dick
- Paul Sorèze - Maxime
- Gloria France - Anna
- Antoine Roblot - Alain (o fotógrafo)
- Simonetta Simeoni - ela mesma